# Lazare Goujon
Pour les articles homonymes, voir Goujon.
Lazare Goujon est un homme politique français, né le 23 juillet 1869 au Creusot (Saône-et-Loire) et mort le 18 avril 1960 à Lyon (Rhône). Il est maire de Villeurbanne avant et après guerre.

## Biographie
Il est le fils d'un ouvrier des aciéries du Creusot.
Ouvrier puis instituteur, il reprend ses études et devient docteur en médecine en 1895. Il va ouvrir un premier cabinet à Lyon puis le déménage pour s'installer à Villeurbanne, cours de la République (commune limitrophe de Lyon). Mobilisé, il sert pendant la Première Guerre mondiale comme médecin-major, pendant l'expédition de Salonique , en Grèce. Il est réaffecté à Lyon en 1917.
Il adhère à la SFIO à sa création en 1905. Conseiller d'arrondissement, il entre au conseil municipal de Villeurbanne en avril 1922, il en est ensuite élu maire en novembre 1924. En cette période, la ville connait de profondes mutations, avec l'installation de nombreuses usines. Lazare Goujon planifie alors un aménagement d'envergure avec la création d'un centre-ville moderne avec un hôtel-de-ville, une grande place, une piscine et des bains-douches, un palais du travail, un théâtre (l'actuel TNP) et comprenant le quartier des Gratte-ciel avec ses nombreux logements sociaux. L'ensemble de ces travaux seront menés en à peine 4 ans. Mais avec la crise économique et les manques de fonds pour poursuivre son projet urbain (prévu rue Paul-Verlaine, un ensemble d'immeubles ne sera jamais construit), il est battu par les communistes lors des élections de 1935.
Il est député socialiste du Rhône de 1928 à 1936.
Lors des élections municipales de 1947, il obtient un second mandat de maire, qu'il conserve jusqu'en 1954.

## Distinctions et hommage
- Chevalier de la Légion d'honneur (1917)
- Officier de la Légion d'honneur (27 janvier 1951)[4].

La place devant l'hôtel de ville de Villeurbanne est nommée en son honneur en 1966.